# Бондарук, Геннадий Михайлович
Генна́дий Миха́йлович Бондару́к (род. 7 июля 1965, Брест) — советский и российский футболист, защитник; тренер.

## Биография

### Карьера футболиста
Начал заниматься футболом в ДЮСШ Пицунды, выпускник РОШИСП-10 (Ростов-на-Дону).
Карьеру игрока начинал в клубе второй лиги СССР «Атоммаш» Волгодонск, а когда был призван в армию, попал в дубль ростовского СКА и сезон 1985 года играл за «Торпедо» Таганрог. Затем выступал за грузинские и абхазские команды, в составе сборной Грузинской ССР играл на летней Спартакиаде народов СССР 1986 года.
В 1987—1988 годах играл за «Гурию» Ланчхути, в 1987 году сыграв за команду в высшей лиге СССР в 8 матчах. В 1989—1990 годах — в команде «Динамо» Сухуми, с которой вышел из второй лиги в первую. В 1991 году побывал на сборах в днепропетровском «Днепре», но в конечном счёте перешёл в сочинскую «Жемчужину», в которой провёл 9 сезонов, был капитаном и прошёл путь из второй низшей лиги СССР до высшей лиги России. В высшей лиге дебютировал 13 марта 1993 года в домашнем матче против «Асмарала». Первый гол в высшей лиге забил 9 июля 1993 года в ворота московского «Динамо» (матч закончился победой «Жемчужины» — 4:1).
Завершал карьеру игрока в «Нефтехимике» Нижнекамск, которому в 2000 году помог выйти в Первый дивизион ПФЛ.

### Карьера тренера
После завершения футбольной карьеры занимается тренерской деятельностью. Работал сначала исполняющим обязанности главного тренера сочинской «Жемчужины», в 2007 году — главным тренером любительского клуба «Сочи-2014», в 2008 вернулся в «Жемчужину-Сочи» в качестве главного тренера. С июля 2008 по 2011 год являлся старшим тренером «Жемчужины-Сочи», возглавлял молодёжную команду, участвовавшую в первенстве Краснодарского края. Дальнейшая деятельность — во втором дивизионе. В июле 2012 года был назначен главным тренером ФК «Динамо» Барнаул, выступавшего в восточной зоне, покинул команду перед сбором команды в январе 2013 года. С 14 июня 2013 года работал главным тренером команды «Русь», которая перед стартом весенней части сезона снялась с первенства зоны «Запад». В июле-сентябре 2014 года находился в тренерском штабе воссозданного в качестве профессионального клуба раменского «Сатурна». С июня 2015 года возглавлял «Ангушт», незадолго до возобновления первенства ПФЛ в зоне «Юг» в марте 2016 года покинул клуб. В 2016 году был назначен главным тренером возрождённого ФК «Сочи», после шести матчей без побед принял решение уйти по собственному желанию.
С 2018 года работал в тренерском штабе «Ленинградца» — являлся помощником Бориса Рапопорта, но формально был главным тренером из-за отсутствия у Рапопорта необходимой лицензии. С 28 мая 2020 — тренер в штабе Дениса Бушуева. 29 апреля 2021 года был назначен на пост главного тренера «Ленинградца». 16 июня контракт со специалистом был расторгнут по обоюдному согласию сторон, а новым главным тренером «Ленинградца» был назначен Сергей Кирьяков. 11 января 2022 года присоединился к тренерскому штабу Бушуева в «Велесе», став старшим тренером команды. 23 апреля 2022 года покинул клуб вместе с подавшим в отставку Бушуевым.
29 июня 2022 года ФК СКА (Ростов-на-Дону) объявил о назначении Бондарука гланым тренером команды. В январе 2023 года, перед началом тренировочных сборов, руководством клуба было принято решение о прекращении сотрудничества с тренерским штабом Бондарука.
В апреле 2023 года вошёл в тренерский штаб Дениса Бушуева в клубе «Турон» из Узбекистана. Летом 2024 года был представлен в качестве старшего тренера медиафутбольного клуба «Чисто Питер». По итогу сезона «Чисто Питер» дошёл до 1/8 финала Кубка Медиалиги, где, ведя по ходу матча со счётом 1:0 и 2:1, уступил со счётом 3:2 команде «БроукБойз». В марте 2025 года было объявлено, что Медийная команда «Чисто Питер» пропустит ближайший сезон медиалиги.
Окончил Волгоградский институт физической культуры и Высшую школу тренеров, проходил стажировку в клубах «Реал Сосьедад» и «Челси».

## Достижения

### Личные
Рекордсмен сочинской «Жемчужины» по количеству проведённых матчей (251 матч; 182 — в высшей лиге).

### Командные
- Победитель зонального и финального турниров второй лиги СССР: 1989 (9 зона; финал В)
- Победитель зонального турнира второй низшей лиги лиги СССР: 1991 (4 зона)
- Победитель зонального турнира первой лиги России: 1992 (Зона «Запад»)
- Победитель зонального турнира второго дивизиона России: 2000 (Зона «Урал»)

## Личная жизнь
Жена — Елена Бондарук, лучница, входила в состав сборной СССР, по состоянию на июль 2020 года — главный тренер сборной Краснодарского края, сын Михаил работает в Федерации стрельбы из лука России.